# German Open 2018 - Qualificazioni singolare
Le qualificazioni del singolare del German Open 2018 sono state un torneo di tennis preliminare per accedere alla fase finale della manifestazione. I vincitori dell'ultimo turno sono entrati di diritto nel tabellone principale. In caso di ritiro di uno o più giocatori aventi diritto a questi sono subentrati i lucky loser, ossia i giocatori che hanno perso nell'ultimo turno ma che avevano una classifica più alta rispetto agli altri partecipanti che avevano comunque perso nel turno finale.

## Teste di serie
1. Nikoloz Basilašvili (qualificato)
2. Jozef Kovalík (qualificato)
3. Corentin Moutet (qualificato)
4. Lorenzo Sonego (primo turno)

1. Martin Kližan (ultimo turno)
2. Thiago Monteiro (ultimo turno, lucky loser)
3. Calvin Hemery (primo turno)
4. Carlos Berlocq (primo turno)

## Qualificati
1. Nikoloz Basilašvili
2. Jozef Kovalík

1. Corentin Moutet
2. Daniel Masur

### Lucky loser
1. Thiago Monteiro

## Tabellone

### Legenda
| - Q = Qualificato - WC = Wild card - LL = Lucky loser | - ALT = Alternate - SE = Special Exempt - PR = Protected Ranking | - w/o = Walkover - r = Ritirato - d = Squalificato |

### Sezione 1
|  | Primo turno | Primo turno         | Primo turno         | Primo turno | Primo turno |  |  | Ultimo turno | Ultimo turno        | Ultimo turno | Ultimo turno | Ultimo turno |  |
|  |             |                     |                     |             |             |  |  |              |                     |              |              |              |  |
|  | 1           | Nikoloz Basilašvili | Nikoloz Basilašvili | 7           | 6           |  |  |              |                     |              |              |              |  |
|  |             | Tobias Kamke        | Tobias Kamke        | 5           | 2           |  |  | 1            | Nikoloz Basilašvili | 6            | 4            | 7            |  |
|  | PR          | Jürgen Melzer       | Jürgen Melzer       | 6           | 6           |  |  | PR           | Jürgen Melzer       | 4            | 6            | 5            |  |
|  | 5           | Martin Kližan       | Martin Kližan       | 3           | 4           |  |  |              |                     |              |              |              |  |

### Sezione 2
|  | Primo turno | Primo turno     | Primo turno     | Primo turno | Primo turno |  |  | Ultimo turno | Ultimo turno    | Ultimo turno | Ultimo turno | Ultimo turno |  |
|  |             |                 |                 |             |             |  |  |              |                 |              |              |              |  |
|  | 2           | Jozef Kovalík   | Jozef Kovalík   | 6           | 6           |  |  |              |                 |              |              |              |  |
|  | WC          | Niklas Guttau   | Niklas Guttau   | 0           | 1           |  |  | 2            | Jozef Kovalík   | 6            | 3            | 6            |  |
|  |             | Roberto Quiroz  | Roberto Quiroz  | 4           | 3           |  |  | 6            | Thiago Monteiro | 3            | 6            | 0            |  |
|  | 6           | Thiago Monteiro | Thiago Monteiro | 6           | 6           |  |  |              |                 |              |              |              |  |

### Sezione 3
|  | Primo turno | Primo turno     | Primo turno     | Primo turno | Primo turno |  |  | Ultimo turno | Ultimo turno    | Ultimo turno    | Ultimo turno | Ultimo turno |  |
|  |             |                 |                 |             |             |  |  |              |                 |                 |              |              |  |
|  | 3           | Corentin Moutet | Corentin Moutet | 6           | 6           |  |  |              |                 |                 |              |              |  |
|  | WC          | Marvin Möller   | Marvin Möller   | 2           | 3           |  |  | 3            | Corentin Moutet | Corentin Moutet | 6            | 6            |  |
|  |             | Danilo Petrović | 5               | 7           | 7           |  |  |              | Danilo Petrović | Danilo Petrović | 4            | 4            |  |
|  | 7           | Calvin Hemery   | 7               | 64          | 5           |  |  |              |                 |                 |              |              |  |

### Sezione 4
|  | Primo turno | Primo turno    | Primo turno | Primo turno | Primo turno |  |  | Ultimo turno | Ultimo turno | Ultimo turno | Ultimo turno | Ultimo turno |  |
|  |             |                |             |             |             |  |  |              |              |              |              |              |  |
|  | 4           | Lorenzo Sonego | 6           | 1           | 63          |  |  |              |              |              |              |              |  |
|  | Alt         | Renzo Olivo    | 3           | 6           | 7           |  |  | Alt          | Renzo Olivo  | 6            | 5            | 5            |  |
|  | WC          | Daniel Masur   | 7           | 4           | 6           |  |  | WC           | Daniel Masur | 4            | 7            | 7            |  |
|  | 8           | Carlos Berlocq | 64          | 6           | 3           |  |  |              |              |              |              |              |  |